# Västra Götalandsregionens kulturpris
Västra Götalandsregionens kulturpris är ett pris som delas ut sedan 2004. Priset ska tilldelas en person som har gjort en framstående insats i kulturlivet inom något område som regionen särskilt vill uppmärksamma. Personen som vinner priset ges en summa av 150 000 kronor.

## Vinnare genom åren
- 2004 - Gunnar Eriksson, körledare, Ljungskile
- 2005 - Gunnar Carlsson & Göran Bjelkendal, grundare Göteborg Film Festival
- 2006 - Margareta Marin, översättare, Lysekil
- 2007 - Arne Isacsson, konstnär, Gerlesborg
- 2008 - Carin Mannheimer, dramatiker och regissör, Göteborg
- 2009 - Jan Ling, musikvetare och folkbildare, Göteborg
- 2010 - Stefan Jarl, filmregissör, Kinnekulle
- 2011 - Birgitta Andersson, skådespelare, Mariestad
- 2012 - Henric Holmberg, skådespelare, Göteborg
- 2013 - Håkan Hellström, musiker, Göteborg
- 2014 - Carolina Falkholt, konstnär, Göteborg
- 2015 - Ruben Östlund (regissör) och Erik Hemmendorff
- 2016 - Jan Lööf, konstnär
- 2017 - Elsa Agélii, textilkonstnär
- 2018 - Ann Hallenberg, barocksångerska och mezzosopran
- 2019 - Lina Ekdahl, poet och författare
- 2020 - Hasse Persson, fotograf[3]
- 2021 - Eva Hild, skulptör och konstnär[4]
- 2022 - Kjell Svensson, för utvecklingen av Glasets Hus[4]
- 2023 - Gun Lund, dansare och koreograf
- 2024 - Peter LeMarc, låtskrivare och sångare